# Colom de Jamaica
El colom de Jamaica (Patagioenas caribaea) és una espècie d'ocell de la família dels colúmbids (Columbidae) que habita els boscos de Jamaica.